# 就学援助
就学援助（しゅうがくえんじょ）とは、経済的理由により就学が困難であると認められる学齢児童生徒の保護者に対し、国及び地方公共団体が行う、就学に要する諸経費の公的扶助制度である。

## 日本

### 法的根拠
日本国憲法第25条　すべて国民は、健康で文化的な最低限度の生活を営む権利を有する。②国は全ての生活部面について、社会福祉、社会保障及び公衆衛生の向上及び増進に努めなければならない。
日本国憲法第26条　すべて国民は、法律の定めるところにより、その能力に応じて、ひとしく教育を受ける権利を有する。②全て国民は、法律の定めるところにより、その保護する子女に普通教育を受けさせる義務を負ふ。義務教育は、これを無償とする。
教育基本法第4条　すべて国民は、ひとしく、その能力に応じた教育を受ける機会を与えられなければならず、人種信条、性別、社会的身分、経済的地位又は門地によって、教育上差別されない。②国及び地方公共団体は、障害のある者が、その障害の状態に応じ、十分な教育を受けられるよう、教育上必要な支援を講じなければならない。③国及び地方公共団体は、能力があるにもかかわらず、経済的理由によって修学が困難なものに対して、奨学の措置を講じなければならない。
学校教育法第19条　経済的理由によって、就学困難と認められる学齢児童又は学齢生徒の保護者に対しては、市町村は、必要な援助を与えなければならない。

## 就学援助の対象者
a.要保護者　生活保護法第6条第2項に規定する要保護者。
b.準要保護者　市町村教育委員会が生活保護法第6条第2項に規定する要保護者に準ずる程度に困窮していると認めるもの。【認定基準は各市町村が規定】